# 免翁牛柳

捲著煙肉的免翁牛柳

免翁牛柳（法語：Filet mignon），亦作菲力牛柳，是牛排的一種，為位於牛隻腰部的肉，在牛腰肉的末端，由於這個部位的肌肉不是負重的肌肉，結締組織比較少而較軟嫩，被認為是牛肉最嫩的部位，而且每頭牛只能切出4至6磅，因此售價最為昂貴。但在近年所追求的油脂氣味方面，此部位則较为缺乏，而以牛肉本身的鮮甜味道為主，適合3分～5分熟。